# Disney Experiences

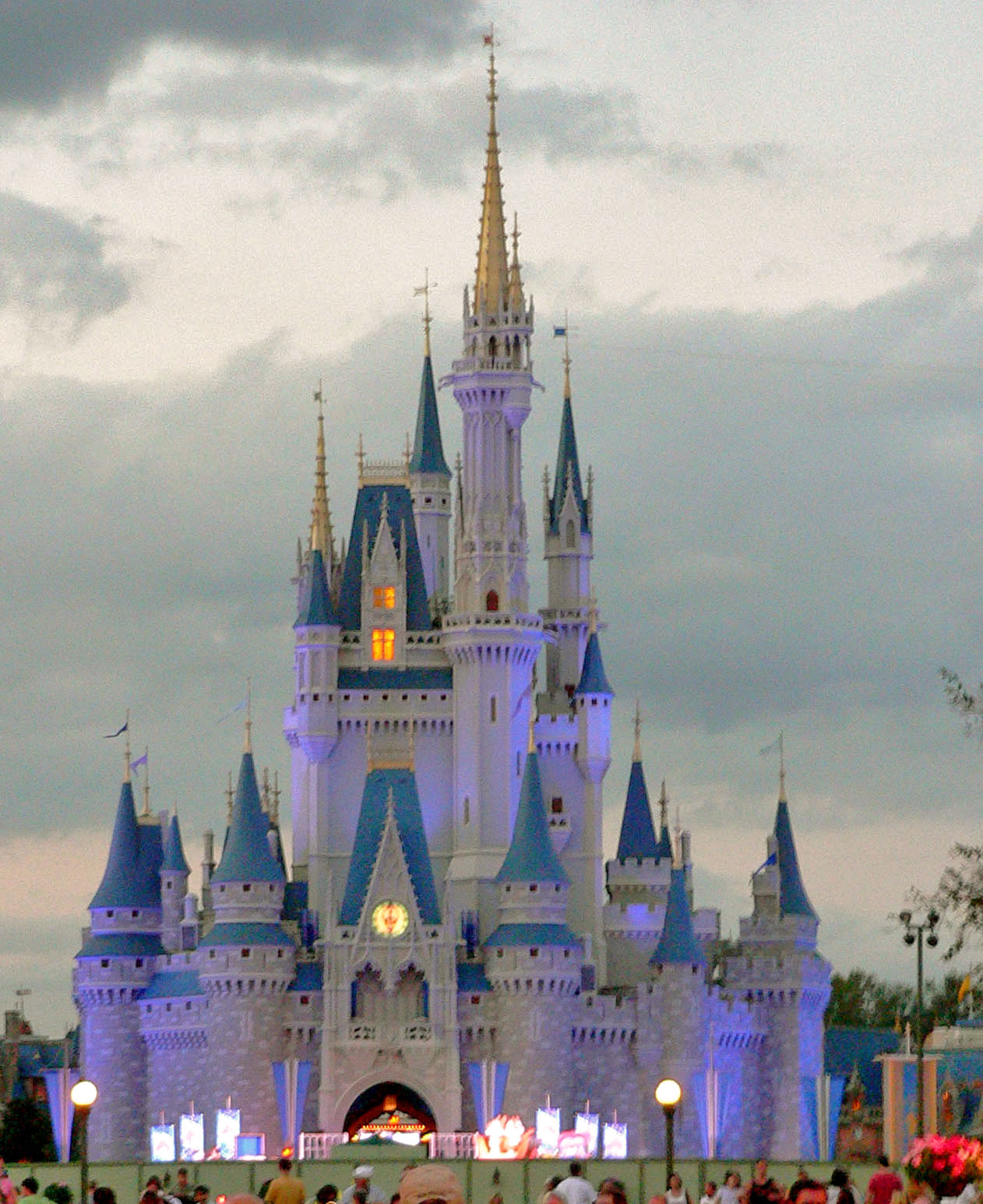
Cinderella-Schloss in Magic Kingdom in Florida

Das Logo von Disney Experiences

Disney Experiences (2019–2023: Disney Parks, Experiences and Products, 2018–2019: Walt Disney Parks, Experiences and Consumer Products, 2008–2018: Walt Disney Parks and Resorts, 1989–2008: Walt Disney Attractions, 1980–1989: Walt Disney Outdoor) ist der Teil der Walt Disney Company, der für die Planung, den Bau und die Organisation aller Themenparks und Ferienresorts von Disney verantwortlich ist. Walt Disney Parks and Resorts ist damit eine der vier Haupteinheiten des Unternehmens.
Die Abteilung Walt Disney Parks and Resorts wurde 1971 gegründet, als der zweite Disney Themenpark, das Magic Kingdom im Walt Disney World Resort in Florida öffnete und Disney ein Team bildete, welches sich auf die Instandhaltung dieses Parks spezialisierte. Außerdem sollte das Team das damals 16 Jahre alte Disneyland in Kalifornien instand halten.
Der Leiter der Abteilung Disney Parks, Experiences and Products ist Josh D'Amaro, der ehemalige Präsident des Walt Disney World Resort.
Derzeit gibt es weltweit 14 Disney-Themenpark und Wasserparks in 4 verschiedenen Ländern (USA, Japan, China, Frankreich) auf 3 verschiedenen Kontinenten (Nordamerika, Asien und Europa). Sie sind unterteilt in 6 Resorts (Anaheim, Orlando, Tokio, Paris, Hongkong, Shanghai).
In 2023 besuchten ca. 142,1 Millionen Gäste die Disney-Themenparks. Dies macht Disney Experiences zum größten Themenpark-Betreiber der Welt. Zweitgrößter Betreiber ist die Fantawild Group mit 85,7 Millionen Besuchern.

## Walt Disney Imagineering
Walt Disney Imagineering (WDI) wurde als WED Enterprises (WED = Walter Elias Disney) am 16. Dezember 1952 von Walt Disney gegründet. Er beauftragte eine Gruppe von Animatoren aus den Walt Disney Studios damit, den Disneyland-Park zu entwerfen und zu realisieren.

## Resorts und Parks
Disney betreibt weltweit fünf Resorts mit jeweils zwei oder mehr Themenparks in Nordamerika, Europa und Asien, sowie zwei weitere, einzelne Parks ebenfalls in Asien. Das Tokyo Disney Resort gehört der The Oriental Land Co., Ltd. und wird auch von dieser in Lizenz betrieben. Disneys Freizeitparks gehören zu den meistbesuchten der Welt:
| Resort                      | Park                        | Besucher 2019 | Besucher 2020 | Besucher 2021 | Besucher 2022 | Weltweite Rangliste |
| --------------------------- | --------------------------- | ------------- | ------------- | ------------- | ------------- | ------------------- |
| Walt Disney World Resort    | Magic Kingdom               | 20.963.000    | 6.941.000     | 12.691.000    | 17.133.000    | 1. Platz (2019)     |
| Disneyland Resort           | Disneyland                  | 18.666.000    | 3.674.000     | 8.573.000     | 16.881.000    | 2. Platz (2019)     |
| Tokyo Disney Resort         | Tokyo Disneyland            | 17.910.000    | 4.160.000     | 6.300.000     | 12.000.000    | 3. Platz (2019)     |
| Tokyo Disney Resort         | Tokyo DisneySea             | 14.650.000    | 3.400.000     | 5.800.000     | 10.100.000    | 4. Platz (2019)     |
| Walt Disney World Resort    | Disney’s Animal Kingdom     | 13.888.000    | 4.166.000     | 7.194.000     | 9.027.000     | 6. Platz (2019)     |
| Walt Disney World Resort    | Epcot                       | 12.444.000    | 4.044.000     | 7.752.000     | 10.000.000    | 7. Platz (2019)     |
| Walt Disney World Resort    | Disney’s Hollywood Studios  | 11.483.000    | 3.675.000     | 8.589.000     | 10.900.000    | 9. Platz (2019)     |
| Shanghai Disneyland Resort  | Shanghai Disneyland         | 11.210.000    | 5.500.000     | 8.480.000     | 5.300.000     | 10. Platz (2019)    |
| Disneyland Resort           | Disney California Adventure | 9.861.000     | 1.919.000     | 4.977.000     | 9.000.000     | 13. Platz (2019)    |
| Disneyland Paris            | Disneyland Park             | 9.745.000     | 9.930.000     | 3.500.000     | 2.620.000     | 14. Platz (2019)    |
| Hong Kong Disneyland Resort | Hong Kong Disneyland        | 5.695.000     | 1.700.000     | 2.800.000     | 3.400.000     | 21. Platz (2019)    |
| Disneyland Paris            | Walt Disney Studios Park    | 5.245.000     | 1.410.000     | 1.884.000     | 5.340.000     | 23. Platz (2019)    |

### Disneyland Resort in Kalifornien (1955)
Das Disneyland in Anaheim wurde als erster Disney Themenpark im Jahr 1955 gegründet. Der Eingangsbereich des Park wurde als nostalgische Reproduktion einer amerikanischen Stadt am Anfang des 20. Jahrhunderts errichtet. Diese Idee wurde letztendlich in allen Disneyland „Schloss-Parks“ umgesetzt, dieses erste Land im Park trägt den Namen Main Street, USA.
Im Jahr 1989 wurde der 300-millionste Besucher gezählt. Lange Zeit war Disneyland der meistbesuchte Freizeitpark der Welt. Im Jahr 2019 lag er mit 18,67 Millionen Besuchern auf dem zweiten Platz hinter dem Magic Kingdom (20,96 Millionen Besucher) und vor dem Tokyo Disneyland (17,91 Millionen Besucher).
Themenparks:
1. 1955: Disneyland
2. 2001: Disney California Adventure Park

### Walt Disney World Resort in Florida (1971)
Das größte Disney-Resort ist das Walt Disney World Resort in der Nähe von Orlando (Florida), welches eine Fläche von über 15.000 Hektar einnimmt. Der erste Park im Walt Disney World Resort, das Magic Kingdom, wurde im Oktober 1971 eröffnet und kostete bis zu seiner Fertigstellung in diesem Jahr ungefähr 400 Millionen US-Dollar.
Themenparks:
1. 1971: Magic Kingdom
2. 1976: River Country (geschlossen im Jahr 2001)
3. 1982: Epcot
4. 1989: Disney’s Hollywood Studios
5. 1989: Disney’s Typhoon Lagoon (Wasserpark)
6. 1994: Disney’s Blizzard Beach (Wasserpark)
7. 1997: Disney’s Animal Kingdom Park

### Tokyo Disney Resort (1983)
Das Tokyo Disney Resort wurde 1983 eröffnet und war der erste Disney-Themenpark außerhalb der USA. Der Park befindet sich in Urayasu in der Präfektur Chiba und ist etwa 15 Kilometer vom Stadtzentrum Tokios entfernt.
Im Jahr 2001 wurde der Park um einen weiteren Themenpark, den Tokyo DisneySea, erweitert. Der nun Tokyo Disney Resort genannte Komplex beinhaltet des Weiteren mehrere Hotels und einen Disney-Einkaufskomplex, den Ikspiari (gelesen X-piari, als Wortspiel mit dem englischen Wort experience, was in diesem Zusammenhang Erlebnis bedeutet).
Themenparks:
1. 1983: Tokyo Disneyland
2. 2001: Tokyo DisneySea

### Disneyland Paris (1992)
Der 1992 in Marne-la-Vallée, 32 Kilometer östlich von Paris unter dem Namen Euro Disney eröffnete Disney Themenpark wurde 1994 in Disneyland Park umbenannt. Das Resort verfügt heute über zwei Themenparks, den Disneyland Park und den Walt Disney Studios Park (seit der Eröffnung des zweiten Parks 2002 Disneyland Resort Paris), eine Einkaufszone, 6 Hotels und einen Campingplatz. 2019 wurden nahezu 15 Millionen Besucher in den beiden Parks gezählt.
Themenparks:
1. 1992: Disneyland Park
2. 2002: Walt Disney Studios Park

### Hong Kong Disneyland Resort (2005)
Das fünfte Disneyland wurde am 12. September 2005 in Hongkong eröffnet. Es ist zu 51 % im Besitz der Walt Disney Company und zu 49 % im Besitz der Regierung von Hongkong.
Themenparks:
1. 2005: Hong Kong Disneyland Park

### Shanghai Disney Resort (2016)
→ Hauptartikel: Shanghai Disney Resort
Der erste Disneypark auf dem chinesischen Festland öffnete am 16. Juni 2016 seine Tore. Es ist zu 43 % im Besitz der Walt Disney Company und zu 57 % im Besitz der Shanghai Shendi Group.
Themenparks:
1. 2016: Shanghai Disneyland

### Disney Abu Dhabi (angekündigt)
Am 7. Mai wurde das siebte Disney Resort Disney Abu Dhabi auf Yas Island angekündigt. Ein Eröffnungsjahr wurde bisher nicht veröffentlicht. Das Resort wird entwickelt, gebaut und finanziert von Miral. Disney wird das Design des Resorts leiten.

## Disney Signature Experiences

### Disney Cruise Line
Die 1995 gegründete Disney Cruise Line verfügt derzeit über eine Flotte von sechs Kreuzfahrtschiffen: Disney Magic (Start 1998), Disney Wonder (1999), Disney Dream (2011), Disney Fantasy (2012), Disney Wish (2022) und Disney Treasure (2024). Ende 2025 sollen mit der Disney Destiny und der Disney Adventure zwei weitere Schiffe hinzukommen, und bis 2031 sind fünf zusätzliche Schiffe geplant, womit die Flotte auf insgesamt 13 Schiffe wachsen wird. Neben den Kreuzfahrten betreibt die Disney Cruise Line auch zwei exklusive Reiseziele auf den Bahamas: Castaway Cay und Lookout Cay at Lighthouse Point.

### Disney Vacation Club
Das Timeshare-Programm der Disney Vacation Club umfasst 12 thematisch gestaltete Resorts im Walt Disney World Resort in Florida, 3 Resorts im Disneyland Resort in Kalifornien sowie 3 eigenständige Standorte: Aulani, a Disney Resort & Spa auf Hawaii, Disney's Hilton Head Island Resort in South Carolina und Disney's Vero Beach Resort in Florida. Der Club zählt schätzungsweise 220.000 Mitglieder.

### Adventures by Disney
Adventures by Disney, gestartet im Jahr 2005, ist ein Programm für all-inclusive, geführte Urlaubspakete, die hauptsächlich an Nicht-Disney-Standorten weltweit angeboten werden.

### National Geographic Expeditions
National Geographic Expeditions, seit der Übernahme von 21st Century Fox im August 2019 Teil von Disney Signature Experiences, bietet Reisen zu Destinationen auf allen Kontinenten an. Die Programme beinhalten Zugang zu Wissenschaftlern, Geschichtenerzählern, Entdeckern und Museen. National Geographic Experten und lokale Guides vermitteln Wissen, um das Verständnis der Reisenden für die Welt durch immersive Expeditionen zu fördern.

### Golden Oak at Walt Disney World Resort
Golden Oak ist ein exklusives Wohnviertel im Walt Disney World Resort in Florida, das aus 299 Wohnhäusern, dem privaten Golden Oak Club und dem Four Seasons Resort Orlando besteht.

### Storyliving by Disney
Storyliving by Disney umfasst geplante Wohnsiedlungen, die von Disney Imagineering entworfen und von Disney-Mitarbeitern (Cast Members) betreut werden. Die erste Siedlung, Cotino, wird in Rancho Mirage, Kalifornien, entwickelt, während die zweite, Asteria, in Pittsboro, North Carolina, in Planung ist. Weitere potenzielle Standorte werden derzeit untersucht.

## Verwaltung
Die Disney-Themenparks werden von verschiedenen Personen geleitet. Die Verwaltung aller Themenparks sowie der Disney Cruise Line übernimmt der Leiter der Abteilung Disney Parks, Experiences and Products, Josh D'Amaro. Weitere Leiter bzw. Präsidenten der Themenparks sind:
- Präsident – Disneyland Resort: Ken Potrock
- Präsident – Walt Disney World Resort: Jeff Vahle
- Präsident – Tokyo Disney Resort: Kyoichiro Uenishi
- Präsident – Disneyland Resort Paris: Natacha Rafalski
- Managing Director – Hong Kong Disneyland Resort: Stephanie Young
- Präsident – Disney Cruise Line: Jeff Vahle
- Präsident – Shanghai Disneyland: Joe Schott

## Sonstiges
Das Walt Disney World wie auch das Disneyland hatten eine eigene Währung: Der Disney Dollar. Diese Währung ist eins zu eins mit dem US-Dollar umrechenbar. Die Währung hat deshalb mehr Gutschein-Status. 2016 wurde bekanntgeben, dass die Produktion eingestellt wurde. Existierende Disney Dollar können weiterhin zur Bezahlung verwendet werden.